# David Hugh Jones
David Hugh Jones (* 19. Februar 1934 in Poole, Dorset; † 19. September 2008) war ein britischer Film- und Theaterregisseur.

## Karriere
Jones begann seine Karriere 1958 als Fernsehregisseur bei der BBC. 1961 leitete er seine ersten Aufführungen an Londoner Theatern. Im Jahr darauf schloss er sich der Royal Shakespeare Company an. 1979 wechselte er zur Brooklyn Academy of Music.
Ab 1981 drehte er für die BBC die Shakespeare-Stücke Die lustigen Weiber von Windsor und Perikles, Prinz von Tyrus, 1983 drehte er seinen ersten Kinofilm, Betrug, mit Ben Kingsley in der Hauptrolle. Es folgten Zwischen den Zeilen und Der Prozeß mit Anthony Hopkins, sowie Jacknife – Vom Leben betrogen mit Robert De Niro in der Hauptrolle. Ab Mitte der 1990er Jahre inszenierte Jones Folgen verschiedener US-amerikanischer Fernsehserien. 1994 war er erstmals am Broadway tätig, es folgten zwei weitere Engagements.

## Filmografie (Auswahl)
- 1980: Blick zurück im Zorn (Look Back in Anger)
- 1983: Betrug (Betrayal)
- 1987: Zwischen den Zeilen (84 Charing Cross Road)
- 1989: Jacknife
- 1993: Der Prozeß (The Trial)
- 1994, 1996: Picket Fences – Tatort Gartenzaun (Fernsehserie, 4 Folgen)
- 1995, 1999: Chicago Hope – Endstation Hoffnung (Fernsehserie, 2 Folgen)
- 1997: Practice – Die Anwälte (Fernsehserie, 1 Folge)
- 1999: Law & Order: New York (Fernsehserie, 1 Folge)
- 1999: A Christmas Carol – Die Nacht vor Weihnachten (A Christmas Carol)
- 2003: Eine himmlische Familie (Fernsehserie, 1 Folge)
- 2005: Bones – Die Knochenjägerin (Fernsehserie, 1 Folge)
- 2006: Ghost Whisperer – Stimmen aus dem Jenseits (Fernsehserie, 1 Folge)

## Broadway
- 1994: No Man's Land
- 1996: Taking Sides
- 2003: The Caretaker